# Orbetello
Orbetello är en stad och kommun i provinsen Grosseto i södra Toscana i Italien. Orbetello hade 14 857 invånare (2016-11) och gränsar till kommunerna Capalbio, Magliano in Toscana, Manciano och Monte Argentario.
Byn Talamone, (latin: Telamon) som under romerska kejsardömets tid utgjorde gränsen för staden Roms omland, ager romanus, och där slaget vid Telamon stod, är idag en frazione i kommunen Orbetello.